# Riola Xhemaili
Riola Xhemaili, född den 5 mars 2003, är en schweizisk fotbollsspelare.

## Karriär
Riola Xhemaili inledde sin seniorkarriär i FC Basel Frauen år 2019. Hon värvades av SC Freiburg år 2021 och flyttade vidare till VfL Wolfsburg år 2023. 2025 kontrakterades hon av PSV Eindhoven. Hon har även representerat det schweiziska damlandslaget där hon debuterade år 2020.